# Antonio Ferrerio
Antonio Ferrerio est un tireur sportif italien.

## Palmarès
Antonio Ferrerio a remporté l'épreuve Cominazzo (original) aux championnats du monde MLAIC organisés en 2004 à Batesville  aux USA  .